# 江文敬
江文敬（1952年—2008年10月），台灣雲林縣斗六市人，玩具收藏家，台灣玩具博物館創立者。

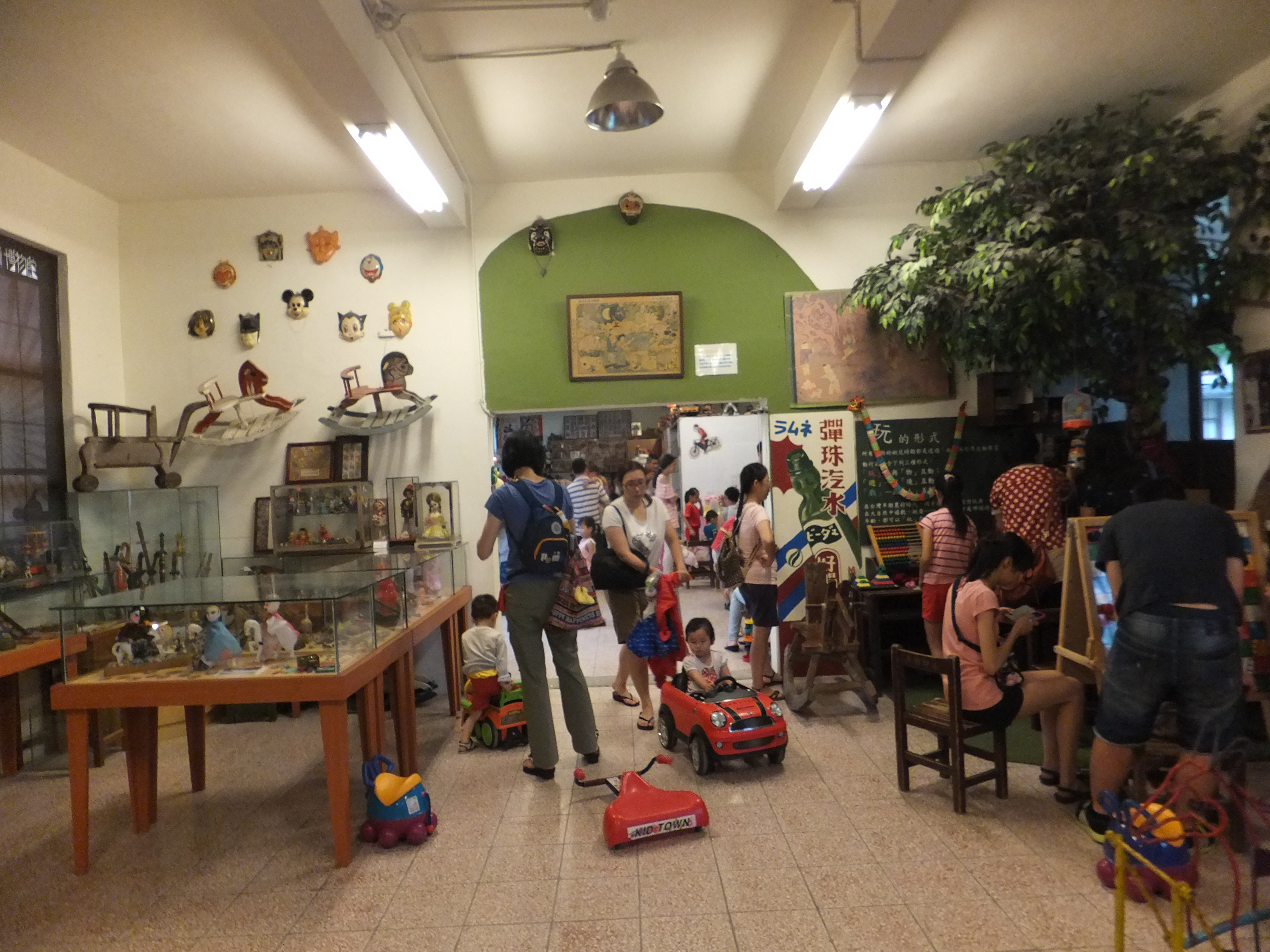
台灣玩具博物館內部

## 生平
江文敬退伍後在火柴盒小汽車公司擔任業務員，1981年參加中華民國對外貿易發展協會玩具設計人才培訓班，親自設計過一部玩具飛艇、獲日本玩具公司製造產銷。自此他開始收藏玩具。之後經營超市，酒櫃、收銀台、抽屜裡都擺滿他的玩具，使得妻子王碧霞曾親口說：「這些對你而言是寶貝，對我而言卻可能是垃圾！」後來，他決定收掉超市轉經營玩具博物館，妻子更反對，差點離婚，但親人勸說，於是妻子無論在金錢或行動上都給予支持。為了找玩具，夫妻倆合力憨找。有曾開過幼稚園的人士，大方送一台公雞搖搖馬；甚至有玩具外銷公司邀請夫妻倆去挑選館藏。
江文敬在全臺灣走從南到北挖掘那些已逐消失在台灣人記憶中的台灣古早童玩，像是翁仔標、翁仔仙、布袋戲偶、竹槍、空氣槍、陀螺、日月球等，收藏近三千多件玩具。曾為收購《諸葛四郎》絕版玩偶，花了一個多月，往返台北、高雄十多趟，終於感動原蒐藏者。他甚至透過文獻自己重作投壺，懸賞新台幣五萬元給能連中三箭者。
台灣玩具博物館自2002年創立後，館址從淡水區到大直、陽明山、社子島，幾經搬遷，直至2006年在板橋市公所協助下，始有長期的落腳處。
2008年某天，幾乎不生病、連全民健康保險卡都沒有使用過的江文敬，因心臟不舒服去醫院開刀，清醒一段時間後忽然陷入昏迷，當時家人只有女兒陪伴。女兒在父親彌留時說：「會好好照顧媽媽，玩具博物館也會幫爸爸經營下去。」

## 外部連結
- 台灣玩具博物館
- 依然玩童～江文敬 （页面存档备份，存于）